# Габриэль Дель’Отто
Габриэль Дель’Отто (англ. Gabriele Dell’Otto; род. 20 декабря 1973) — итальянский иллюстратор и автор, чьи работы были опубликованы в ряде стран в области научной иллюстрации, календари, литографии, книги, цветные графические папки и обложки для журналов и видеоигр.

## Молодость
Дель’Отто родился 20 декабря в 1973 году, в Риме (Италия). Он получил диплом в творческой зрелости и зарегистрирован в Европейском Институте Дизайна.

## Карьера

Обложка для X-23 # 1. Художник — Габриэль Дель’Отто

В 1998 году Дель’Отто начал сотрудничать с европейским подразделением Marvel Comics, производя обложки, плакаты и литографии для Италии, Франции и Германии. В Германии он начал сотрудничество с DC Comics и другими издательствами, таких как IPP, Egmont Ehapa и MG Publishing. Всего за пять лет сделал значительное число работ благодаря поддержке болельщиков и пропагандистов его работы, таких как Тони Вердини (Панини Германия), Жан-Себастьян Даллаин и Пьер Реботтон (Панини Франция).
В 2002—2003 годах итальянские Карабинеры наняли его для разработки изображения для их исторического календаря.
В 2002 году его работа была показана главному редактору Marvel Comics, Джо Кесаде, который назначил его художником мини-серии Секретная война, написанной Брайаном Майклом Бендисом.
В 2006 году он иллюстрировал обложку и рекламные образы для итальянской версии видеоигры Marvel: Marvel: Ultimate Alliance.
Между 2006 и 2007 Дель’Отто создавал обложки минисерии Annihilation, в которой были космические персонажи Вселенной Marvel. В мае 2007 года он опубликовал иллюстрированную книгу Сказки.
В 2009 году он был художником X-Force, мини-серии Sex and Violence, написанной Крейгом Кайлом и Кристофером Йостом.
В январе 2012 года Дель’Отто иллюстрировал корешки для книг коллекции Marvel. Официальная коллекция комиксов.